# Falben (Kugelgruppe)
Der Falben, auch Falba genannt, ist ein 1663 m hoher Berg an der Stelle, wo die Gemeinden Fraxern, Viktorsberg und Dornbirn aneinander grenzen, er liegt im österreichischen Bundesland Vorarlberg. Er ist die höchste Erhebung der Kugelgruppe, einer Untergruppe des Bregenzerwaldgebirges. Er ist kein freistehender Berg, sondern die höchste Stelle des in West-Ost-Richtung verlaufenden Grates zwischen dem Treietpaß und dem  Vorderhörnle. Der Falben ist in den meisten Karten weder mit Höhenangabe noch mit Namen erwähnt. 

## Morphologie
Nach Norden fällt das Gelände sehr steil ab und ist nicht zugänglich. Felsen, steile Schutthalden, Gebüsch, Bäume, Grasflächen wechseln sich ab, aufgrund der Steilheit des Geländes gibt es hier immer wieder Hangrutschungen und eine starke Erosion. Nach Osten ist ein scharfer Grat bis zum Vorderhörnle (1656 m). Südseitig geht der Wanderweg von der Hohen Kugel zum Hohen Freschen vorbei. Hier ist ein schmaler Waldstreifen, darunter ist ein steiler grasbewachsener Hang mit teils blankem Fels. Etwa 250 m südöstlich liegt die Obere Latoraalpe. Nach Westen fällt der nicht mehr so scharfe Grat zum Treietpass (1489 m) ab und entsendet einen über 6 km langen, meist bewaldeten Kamm mit First (1617 m), Letze (1174 m) und dem Bergdorf Viktorsberg (879 m) bis nach Röthis (508 m) im Rheintal nach Südwesten.

## Naturschutz
Das gesamte Gebiet steht unter Naturschutz, es gehört zum Naturschutzgebiet Hohe Kugel-Hoher Freschen-Mellental.